# Историјски архив Неготин
| Историјски архив Неготин |                                    |
|                          |                                    |
| Оснивач:                 | Општина Неготин                    |
| Основана:                | 1952.                              |
| Седиште:                 | Бранка Перића 13. · Неготин Србија |
| Веб презентација         | http://www.arhivnegotin.org.rs/    |

Историјски архив у Неготину је институција културе која се бави заштитом архивске грађе и регистратурског материјала, прикупља, чува, штити, сређује и обрађује архивску грађу на територији Неготина, Кладова, Мајданпека и Бора. Ова институција заштите архивске грађе публикује важну архивску грађу и омогућује њену научну, службену и другу употребу.

## Историјат
Историјски архив у Неготину основан је 8. марта 1952. године као Градска државна архива у Неготину, одлуком Народног одбора града Неготина, на предлог Управе Музеја.
Савет за просвету, науку и културу НР Србије је ову одлуку потврдио 26. јуна 1952. године и на основу чл. 3 и 7 Закона о државним архивима донео решење бр. 5193 у коме је стајало: „За подручје рада новоосноване Градске државне архиве у Неготину одређује се подручје срезова крајинског, кључког и поречког, који се у том циљу одвајају од досадашњег подручја Градске државне архиве у Зајечару”.
Архив је до 1959. године носио назив Државни историјски архив Неготин, како се звао све од 1965. године када мења име у Историјски архив среза Зајечар−Неготин. Од 1968. године до 1974. године ова установа је носила назив Историјски архив Неготин, а од 1974. године до 1987. године Историјски архив Крајине, Пореча и Кључа у Неготину. Садашње име, Историјски архив Неготин носи од 21. августа 1996. године.
Министарство културе је 1993. године преузело финансирање архива.
Решењем бр. 630−684/96−02 од 13. фебруара 1996. у састав Историјског архива у Неготину ушло је архивско одељење у Бору, чијим је присједињењем проширена територијална надлежност ове институције на општине Неготин, Кладово, Мајданпек и Бор.

## Смештај архивске грађе
Своју делатност Историјски архив Неготина обављао је у неадекватним и неодговарајућим просторијама, све до 1972. године када је добио на трајно коришћење зграду бившег Среског начелства, површине од 320 метара квадратних, одлуком Скупштине општине Неготин, чијим је средствима и адаптирана и прилагођена за смештај архивске грађе.
Архив је 1990. године доградио управну зграду, површине од 80 метара квадратних, а 1998. године је добио још једну зграду од Министарства унутрашњих послова, односно тадашње Дирекције за имовину.

## Делатност
Историјски архив у Неготину врши надзор над 380 регистратура, а поред докумената који се чувају у склопу архивских фондова и збирки, евидентира и податке о ствараоцима и имаоцима грађе ван Архива. Укупна количина грађе у архиву износи 1.500 метара. Микрофилмоване су 133 Црквене матичне књиге и дигитализовано је 70% ових књига које су категорисане као културно добро од изузетног значаја.
Међу културна добра од изузетног значаја спада грађа:
- Начелство Округа крајинског, Неготин, 1839−1922.
- Окружни суд Неготин, 1839−1944.
- Окружни одбор занатских удружења, Неготин, 1921−1947.
- Црквене матичне књиге, Неготин, 1837−1919. (329 књига)
- Црквене матичне књиге, Одељење у Бору, 1837−1919. (107 књига)

Историјски архив у Неготину са одељењем у Бору брине и о грађи која спада у културна добра од великог значаја, као што су:
- Главни одељак финансијске контроле, Кладово, 1925−1941.
- Начелство Среза брзопаланачког, Јабуковац, 1863−1940.
- Начелство Среза кључког, Кладово, 1883−1944.
- Начелство Среза неготинског, Неготин, 1840−1940.
- Народни одбор Среза неготинског, Неготин, 1944−1959.
- Народни одбор Среза брзопаланачког, Јабуковац 1944−1947.
- Народни одбор Среза крајинског, Брза Паланка 1950−1952.
- Народни одбор Среза крајинског, Брусник 1950−1952.
- Народни одбор Среза поречког, Доњи Милановац 1944−1955.
- Срески суд Кладово, 1934−1944.
- РТБ Француско друштво Борских рудника, Концесија „Свети Ђорђе”, Шихтане књиге РТБ Бор, 1908−1944.
- Збирка фотографија Француског друштва Борских рудника, Концесија „Свети Ђорђе”, Бор
- Мемоарска грађа о радничком покрету, НОР−у у Неготину и Крајини, 1941−1945.
- Одред Српска државна стража, Кладово 1942−1944.
- Списак регрута из 1860. године.

Корисницима архивске грађе издају се и уверења о радном стажу, положеним испитима, из техничке документације и уверења по другим основама из регистратура о којима Историјски архив у Неготину са одељењем у Бору брине.

## Издавачка делатност
Поред главне делатности Архива, која се односи на архивску грађу и све законом прописане послове у вези са њом, у циљу њеног очувања и заштите, једна од важних обавеза и активности Архива је и њихова културно-издавачка и истраживачка делатност. Историјски архив у Неготину од 1969. године до данас публиковао је скоро стотинак књига из области историографије, монографије, биографска дела, али и хронологије, зборнике, историјске албуме, каталоге. Историјски архив од 1998. године издаје и часопис−годишњак „Баштиник”. До 2019. године је публиковано 20 бројева.

## Директори
- Слободан Динић (1954−1957)
- Димитрије Вучићевић (1957−1958)
- Милан Перић (1958−1968)
- Љубомир Мараш (1969−1972)
- Божидар Благојевић (1972−2005)
- Миодраг Велојић (2005−2006)
- Ненад Војиновић (2006−2009)
- Љубиша Ђорђевић (2009−2013)
- Александра Миловановић (2013−2014)
- Ненад Војиновић (2014−данас)